# 松原神社 (敦賀市)
松原神社（まつばらじんじゃ）は、福井県敦賀市にある神社である。

## 祭神
元治2年（1865年）に天狗党の乱で落命した正四位武田伊賀守（武田耕雲斎）以下の天狗政員411柱を祀る。

## 歴史
明治7年（1874年）11月に水戸藩の根本弥七郎が天狗党員の墓地付近に祀殿を創建し、大正4年（1915年）11月に現在地に社殿を構えて遷座、昭和29年（1954年）、天狗党員が監禁されていた鰊蔵が境内に移築され、水戸烈士記念館となった。

## 祭事
- 例祭：10月10日

水戸烈士の遺徳（後世に残る人徳）を偲ぶ墓前祭。なお、敦賀市は昭和40年（1965年）4月30日に水戸市と姉妹都市提携を結んでいる。

## 境内施設
- 水戸烈士記念館

## アクセス
交通機関
- JR北陸本線・小浜線 敦賀駅
  - ぐるっと敦賀周遊バス（観光ルート）で「松原神社」停留所下車、徒歩約3分。
  - 敦賀市コミュニティバスで「松原公園口」停留所下車、徒歩約3分。

自動車
- 北陸自動車道 敦賀ICより約13分。